# John Rutsey
John Howard Rutsey (23 juillet 1952 - 11 mai 2008) était un batteur canadien, mieux connu comme un des membres fondateurs du groupe rock canadien Rush, ayant joué sur le premier album du groupe. John le quitta en 1974, en raison de différences musicales et de problèmes de santé liés au diabète de type 1, il a été remplacé par Neil Peart. Le diabète de type 1 de Rutsey a été considéré comme un facteur de complication dans sa mort d'une crise cardiaque en 2008. Les commentaires enregistrés de Rutsey sont audibles dans le documentaire Rush: Beyond the Lighted Stage.

## Biographie

### Vie personnelle
John avait deux frères : Bill son frère aîné, et un journaliste de baseball, Mike. Son père, Howard Rutsey, était un journaliste criminel du Toronto Telegram et est décédé d'une crise cardiaque. John a vécu à la maison avec sa mère, Eva, et était un étudiant à l'école St. Paschals. Contrairement à Geddy Lee et Alex Lifeson, qui aimaient plus des groupes tels que Pink Floyd et Genesis, alors que John, lui, était plus du genre Bad Company.

### Formation de Rush
En 1963, Rutsey a rencontré Lifeson, alors qu'il fréquentait l'école St. Paschals. John jouait au hockey avec lui dans la rue. Tous deux intéressés par la musique, ils ont décidé de former un groupe en 1966, "The Projection", avec Bill Fitzgerald et "Doc" Cooper. Plus tard se joindra aussi le bassiste chanteur Jeff Jones d'août à septembre 1968. The Projection évolua et d'autres membres passèrent dans ses rangs dont Lindy Young aux claviers et à la guitare, Joe Perna à la basse et au chant ainsi que Mitchel Bossi à la guitare, jusqu'à l'arrivée de Geddy Lee à la basse et au chant. 
Ian Grandy a déclaré : « John était le gars qui insinuait tout le monde pour pratiquer, et je pense qu'il se considérait comme un gars « rock and roll », je l'ai déjà dit et je le répète : il n'y aurait pas eu Rush sans John ... Quoi qu'il en soit, il menait les gars jusqu'à devenir des « glam rockers », avec des vestes et des pantalons vraiment tape-à-l'œil et des bottes hautes de huit pouces ... Une fois, il me parlait au Gasworks. N'avions-nous pas la même taille (5'8 ")? Il a ri et a dit Eh bien, peut-être il y a longtemps ! ».
Le nom du groupe, Rush, a été suggéré par le frère de John, Bill, lors d'une réunion du groupe dans son sous-sol.

### Carrière
Le groupe est formé par Rutsey à la batterie, Lifeson à la guitare, et Jeff Jones au chant et à la basse, mais ce dernier quitte rapidement, et est remplacé par Geddy Lee. Au cours de ces premières années, Rutsey a joué sur le single Not Fade Away, You Can Fight It ainsi que sur le premier album.
Lee et Lifeson ont tous deux reconnu que durant les sessions d'écriture et d'enregistrement du premier album du groupe, Rutsey s'est vu confier le rôle de chef parolier. Lorsque le moment est venu de commencer à enregistrer, cependant, il n'a livré aucune chanson. Dans des interviews, Lee et Lifeson ont tous deux dit que Rutsey était mécontent de ce qu'il avait écrit et avait déchiré les feuilles de paroles. Lee a rapidement écrit les paroles de toutes les chansons avant d'enregistrer les pistes vocales.
Peu de temps après que Rush eut sorti son premier album, Rutsey quitta le groupe, en raison de différences musicales et de problèmes de santé liés au diabète. Sa consommation d'alcool peut avoir posé des problèmes potentiels lors de visites prolongées. Le dernier concert de Rutsey avec le groupe a eu lieu le 25 juillet 1974 au Centennial Hall de London, en Ontario. Il a été remplacé par Neil Peart.

### La vie après Rush
Lifeson a déclaré dans une interview en 1989 qu'il l'avait encore souvent vu et après avoir quitté le groupe, il est allé vers le culturisme. Lifeson a fait remarquer: "Il a concouru pendant un certain temps à un niveau amateur, en faisant cela pendant quelques années, et il en est sorti, mais il s'entraîne encore et je m'entraîne avec lui quelques fois par semaine à un Gymnase local - chez Gold, ici à Toronto." En 2005, Lifeson a déclaré qu'il n'avait pas revu Rutsey depuis environ 1990.

### Son décès
Le 11 mai 2008, Rutsey est mort dans son sommeil d'une crise cardiaque apparente, liée à des complications du diabète. La famille de John souhaitait que l'enterrement reste une affaire privée, et que les dons soient envoyés à la Fondation de la recherche sur le diabète juvénile de Markham, en Ontario.

### Conséquences
Après la mort de John Rutsey, Lee et Lifeson ont publié cette déclaration: "Nos souvenirs des premières années de Rush quand John était dans le groupe nous plaisent beaucoup : ces années passées en tant qu'adolescents à rêver un jour de faire ce que nous continuons à faire des décennies plus tard. Bien que nos chemins aient divergé il y a de nombreuses années, nous sourions aujourd'hui en repensant à ces moments excitants et en nous souvenant du merveilleux sens de l'humour de John et de son timing impeccable qui nous manquera énormément".
Le rôle de Rutsey dans l'histoire du groupe est reconnu dans le documentaire Rush: Beyond the Lighted Stage. Des commentaires enregistrés sur cassette sont entendus pendant le film, et la sortie du DVD inclut deux performances avec lui à la batterie dans ses bonus. Une troisième performance est incluse en bonus sur la sortie vidéo Time Machine 2011: Live in Cleveland.
Rutsey est enterré dans le cimetière Mount Pleasant à Toronto, Ontario, Canada.

## Discographie
- Rush ;

- Singles :
- 1973 : Not Fade Away / You Can't Fight It - Chansons inédites, Not Fade Away est de Buddy Holly/Norman Petty.
- 1974 : Finding My Way / Need Some Love
- 1974 : In The Mood / What You're Doing

- Album studio : 
- 1974 : Rush

- Albums compilation ;
- 1978 : Archives - 3 Disques vinyles
- 1990 : Chronicles - 2 CD
- 1997 : Retrospective I (1974-1980)
- 2003 : The Spirit of Radio: Greatest Hits 1974-1987
- 2006 : Gold - 2 CD
- 2010 : Time Stand Still: The Collection
- 2011 : Sector 1 - 5 CD + DVD Audio - Vidéo
- 2011 : Icon 2 - 2 CD